# Аман (гарантія безпеки)
Аман — гарантія безпеки, яку мусульманин дає немусульманину або ворогові. У Корані замість «аман» вживається слово «дживар» («заступництво», «зобовʼязання захисту»). У посланнях Мухаммада до арабських племен поряд з дживар в тому ж значенні вживається «зимма»). На відміну від зимма, аман є актом пощади без визначення подальших взаємних зобов'язань.